# Mike Conway
Mike Conway, född 19 augusti 1983 i Bromley, är en brittisk racerförare.

## Racingkarriär
Conway vann både det brittiska F3-mästerskapet och Macaus Grand Prix 2006. 
Han har kört i GP2 för Trident Racing, i IndyCar för Dreyer & Reinbold Racing och även varit testförare för formel 1-stallet Honda.
Sedan 2014 kör Conway sportvagnsracing för Toyota Gazoo Racing.